# Paul Pierre Lévy
Paul Pierre Lévy, francoski matematik, * 15. september, 1886, Pariz, Francija, † 15. december 1971, Pariz, Francija

## Življenje
Lévy izvira iz družine matematikov. Njegov oče Lucien Lévy je učil na École Polytechnique (politehniška šola) v Parizu, ki jo je obiskoval tudi Paul Pierre. Njegov učitelj je bil tudi znani francoski matematik Jacques Salomon Hadamard (1865–1963). Med 1. svetovno vojno je deloval v francoski artileriji. Leta 1920 je postal profesor matematične analize na Politehniški šoli. Njegov študent je bil tudi znani francosko-ameriški matematik Benoît Mandelbrot (1924–2010).

## Delo
Lévy je bil član Francoske akademije znanosti. V glavnem se je ukvarjal s problemi v teoriji verjetnosti. Vpeljal je martingale in Lévyjev let. Znan je tudi po  Lévyjevem postopku, Lévyjevi konstanti in Lévyjevi porazdelitvi. Po njem se imenuje tudi fraktal Lévyjeva krivulja C.